# Bishanopliosaurus

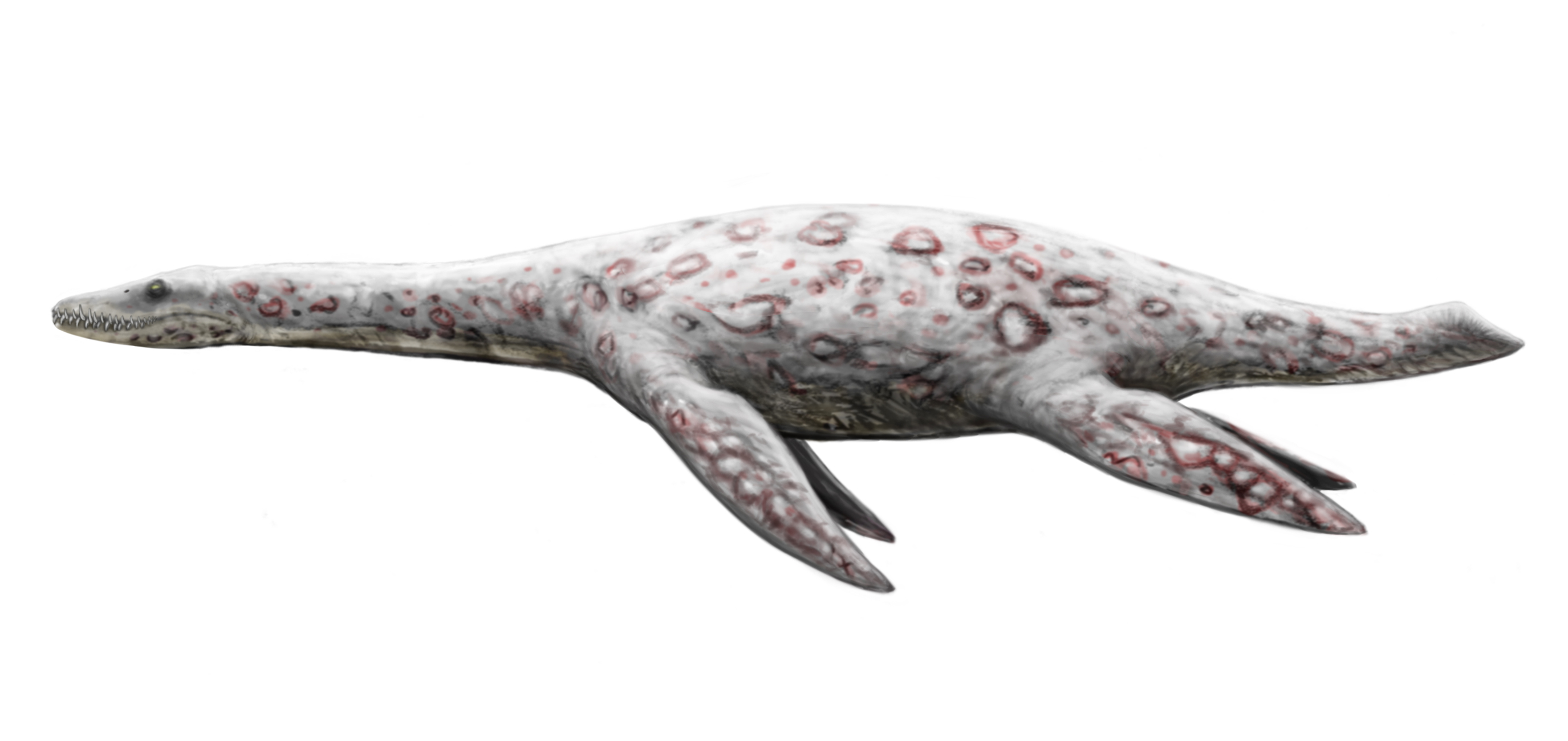
Bishanopliosaurus

Bishanopliosaurus is een geslacht van de Plesiosauria dat tijdens de vroege Jura leefde in het gebied van het huidige China. Er zijn in het gelsacht twee soorten benoemd: Bishanopliosaurus youngi en Bishanopliosaurus zigongensis.

## Vondst en naamgeving
Bij Tuanbaopo in de prefectuur Bishan, in Sichuan, werd in 1978 het skelet gevonden van een plesiosauriër.
In 1980 benoemde en beschreef Dong Zhiming de typesoort Bishanopliosaurus youngi. De geslachtsnaam verbindt een verwijzing naar de berg Bi ("Bishan", "Muurgebergte") met een verwijzing naar het geslacht Pliosaurus. De soortaanduiding eert de in 1979 overleden Yang Zhongjian ("Chung Chien Young").
Het holotype, IVPP V 5869, is gevonden in een laag van de Dongyuemiaoafzetting van de Ziliujingformatie die dateert uit het Toarcien. Het gaat om een zoetwaterafzetting. Het bestaat uit een skelet met schedel. Het omvat zeventien halswervels (zonder atlas en draaier), negentien ruggenwervels (inclusief twee borstwervels), drie sacrale wervels, zesentwintig staartwervels, nekribben, de schouderbladen, de ravenbeksbeenderen, de interclavicula, beide opperarmbeenderen, het bekken en delen van beide achtervinnen waaronder de dijbeenderen en scheenbeenderen. Het betreft een jong dier. In 2003 werd door Tamaki Sato een moderne beschrijving gegeven. Toen was het nog steeds de meest complete plesiosauriër uit de Jura van Azië. Veel botten zijn echter zwaar geërodeerd. Veel Satos telling van de wervelkolom week overigens fundamenteel af van die van Dong die dacht dat er vijf halswervels waren, eenentwintig ruggenwervels, twee sacrale wervels en eenendertig staartwervels. In 2024 werden door Ren nog wat specimina toegewezen gevonden bij Huashigou: SSGT T035, een fragmentarische schedel en SSGT C078 alsmede SSGT JHSY60, partijen fragmenten.
In 2004 werd door Gao een tweede soort benoemd: Bishanopliosaurus zigongensis. De soortaanduiding verwijst naar de herkomst uit de prefectuur Zigong waar het fossiel werd opgegraven bij Yongan. Het holotype ZDM 0185 is gevonden in de Xaishaximiaoformatie die dateert uit het Bathonien. Deze soort is dus duidelijk jonger dan de typesoort. Het bestaat uit een postcraniaal skelet. Het omvat een reeks van tweeëntwintig ruggenwervels en sacrale wervels, ribben, de darmbeenderen, het linkerschaambeen, het linkerzitbeen en een bijna volledige linkerachtervin.

## Beschrijving

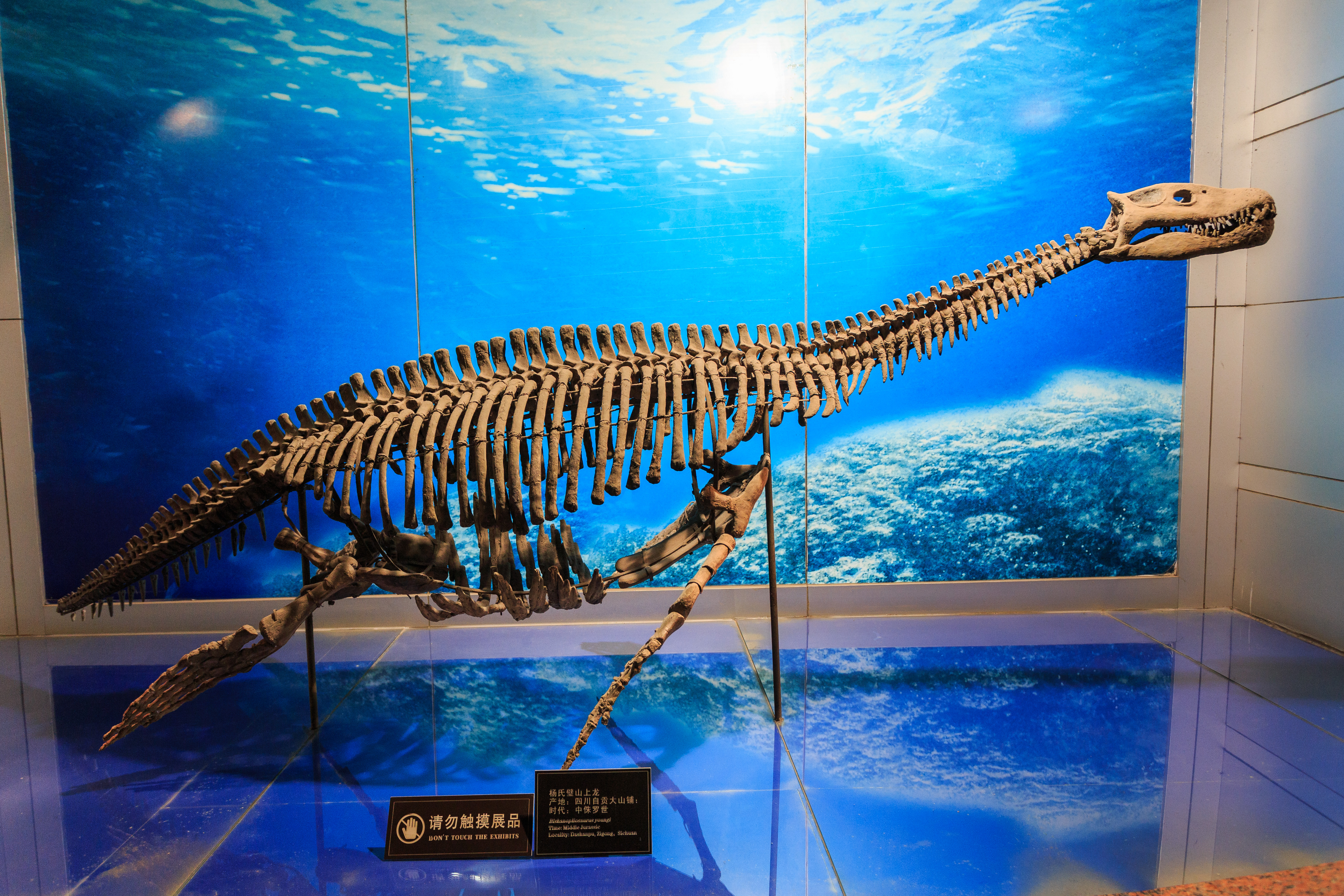
Een skeletmodel

Het holotype is een individu van ongeveer vier meter lengte. Het is echter een jong dier en de volwassen lengte is onzeker.
Sato wist in 2003 één onderscheidend kenmerk vat]st te stellen: de sacrale ribben hebben twee koppen. Verder is het ravenbeksbeen opvallend smal, heeft het opperarmbeen een opvallend uitsteeksel aan de achterzijde van de humeruskop en zijn er overdwars afgeplatte doornuitsteeksels in de nek, maar dat kan alles de jonge leeftijd weerspiegelen of een foute classificatie.
De nek is opvallend kort met kennelijk maar negentien halswervels.
B. zigongensis deelt het kenmerk van de gevorkte sacrale ribben. Er zijn ook verschillen met de typesoort. Het voorste uiteinde van het darmbeen is klein, met 58% tot 62% van de grootte van het achterste uiteinde. De voorrand van het schaambeen bij het heupgewricht heeft een uitholling. De sacrale ribben zijn klein met een dun en plaatvormig distaal uiteinde. De breedte van het raakvlak met de sacrale wervels is 86% van de breedte van het uiteinde bij het heupgewricht. Het scheenbeen heeft een derde tot 40% van de lengte van het dijbeen.

## Fylogenie
Dong plaatste Bishanopliosaurus in de Rhomaleosauridae waarvan hij dacht dat die tot de Pliosauroidea behoorden wat een motief was voor de geslachtsnaam. Sato kon geen sterke bevestiging vinden voor die plaatsing. De afgeplatte doornuitsteeksels zijn juist typisch voor Plesiosauroidea.